# 天鹽國
天鹽國（日语：〔〕／〔〕 Teshionokuni */?），是日本明治時代所劃分的地方令制國，隸屬於當時北海道的廣域內。轄區包含現在北海道轄下留萌振興局全境、上川綜合振興局鹽狩峠以北、宗谷綜合振興局的豐富町和幌延町。

## 歷史
- 1869年8月15日：北海道設置11國86郡，天鹽國成立；下設增毛郡、留萌郡、苫前郡、天鹽郡、中川郡、上川郡。[1]
- 1872年：進行人口調查，統計人口為1,576人。

## 相關項目
- 日本令制國列表